# Antromysis juberthiei
Antromysis juberthiei is een aasgarnalensoort uit de familie van de Mysidae. De wetenschappelijke naam van de soort is voor het eerst geldig gepubliceerd in 1977 door Bacescu & Orghidan.